# Ilhas Salomão nos Jogos Olímpicos de Verão de 2020
As Ilhas Salomão competiram nos Jogos Olímpicos de Verão de 2020 em Tóquio. Originalmente programados para ocorrerem de 24 de julho a 9 de agosto de 2020, os Jogos foram adiados para 23 de julho a 8 de agosto de 2021, por causa da pandemia COVID-19. Foi a décima participação da nação nos Jogos.

## Competidores
Abaixo está a lista do número de competidores nos Jogos.
| Esporte        | Masculino | Feminino | Total |
| -------------- | --------- | -------- | ----- |
| Atletismo      | 0         | 1        | 1     |
| Halterofilismo | 0         | 1        | 1     |
| Natação        | 1         | 0        | 1     |
| Total          | 1         | 2        | 3     |

## Atletismo
As Ilhas Salomão receberam uma vaga de Universalidade da IAAF para enviar uma atleta aos Jogos.
- Nota– As posições para os eventos de pista são em relação à bateria do atleta
- Q = Qualificado para a próxima fase
- q = Qualificado para a próxima fase como o perdedor mais rápido ou, em eventos de campo, pela posição sem atingir o alvo para qualificação
- NR = Recorde nacional
- N/A = Fase não aplicável para o evento
- Bye = Atleta não precisou disputar aquela fase

Eventos de pista e estrada
| Atleta         | Evento            | Eliminatórias | Eliminatórias | Semifinal | Semifinal | Final     | Final   |
| Atleta         | Evento            | Resultado     | Posição       | Resultado | Posição   | Resultado | Posição |
| -------------- | ----------------- | ------------- | ------------- | --------- | --------- | --------- | ------- |
| Sharon Firisua | Maratona feminina | n/a           | n/a           | n/a       | n/a       | 3:02:10   | 72ª     |

## Halterofilismo
As Ilhas Salomão inscreveram uma halterofilista para a competição olímpica. Mary Kini Lifu liderou a lista de halterofilistas da Oceanina na categoria 55 kg feminino, baseada no ranking absoluto continental da IWF. 
| Atleta         | Evento             | Arranque  | Arranque | Arremesso | Arremesso | Total | Posição |
| Atleta         | Evento             | Resultado | Posição  | Resultado | Posição   | Total | Posição |
| -------------- | ------------------ | --------- | -------- | --------- | --------- | ----- | ------- |
| Mary Kini Lifu | Até 55 kg feminino | 67        | 14ª      | 87        | 14ª       | 154   | 14ª     |

## Natação
As Ilhas Salomão receberam uma vaga de universalidade da FINA para enviar o nadador de melhor ranking em seu respectivo evento individual para as Olimpíadas, baseado no Sistema de Pontos da FINA de 28 de junho de 2021.
| Atleta    | Evento                | Eliminatória | Eliminatória | Semifinal   | Semifinal   | Final       | Final       |
| Atleta    | Evento                | Tempo        | Posição      | Tempo       | Posição     | Tempo       | Posição     |
| --------- | --------------------- | ------------ | ------------ | ----------- | ----------- | ----------- | ----------- |
| Edgar Iro | 100 m livre masculino | 1:00.13      | 70ª          | Não avançou | Não avançou | Não avançou | Não avançou |